# سكوت هورويتز
سكوت جاي «دوك» هورويتز (بالإنجليزية: Scott J. Horowitz)‏ (24 مارس 1957) رائد فضاء أمريكي متقاعد ولقد شارك في أربع بعثات فضائية.

## عن حياته
حصل على شهادة البكالوريوس في الهندسة من جامعة ولاية كاليفورنيا، ونورث بين عامي 1974-1978 وبعدها حصل على شهادة الدكتوراه في هندسة الطيران من معهد جورجيا للتكنولوجيا عام 1982 في هورويتز وبعدها عمل في شركة لوكهيد.

## روابط خارجية
- السيرة الذاتية لرائد الفضاء على موقع ناسا
- السيرة الذاتية